# Triple Trouble
Triple Trouble (Aventuras de Charlot) es una película de cine estadounidense  estrenada el 11 de agosto de 1918 con la dirección y actuación de Charles Chaplin y protagonizada por Edna Purviance y Leo White.
No es oficialmente una película de Chaplin aunque tiene muchas escenas dirigidas por el mismo. La película fue producida y editada por Essanay Films con Leo White dirigiendo nuevas escenas. La versión final fue creada sobre la base de escenas que habían sido desechadas de películas de Essanay. Como en ese tiempo Chaplin no tenía la propiedad intelectual de las películas que filmaba para Essanay, careció de poder respecto del uso de las mismas. Las escenas provienen de la filmación de Police y de una película inconclusa de Chaplin titulado Life y el resto fue completado por Leo White.

## Elenco
- Charlie Chaplin - Portero.
- Edna Purviance - Mucama.
- Leo White - Conde.
- Billy Armstrong - Cocinero y carterista
- James T. Kelley - Ebrio cantando.
- Bud Jamison - Vagabundo.
- Wesley Ruggles - Pillo.
- Albert Austin - Un hombre.
- 'Snub' Pollard - Vagabundo del albergue.